# Алексеевский равелин Петропавловской крепости
Алексе́евский равели́н — западный равелин Петропавловской крепости в Санкт-Петербурге. Он прикрывает Трубецкой и Зотов бастионы, а также Васильевскую куртину и Васильевские ворота. По обе стороны от равелина находятся соединённые с ним фланками полуконтргарды.

## История

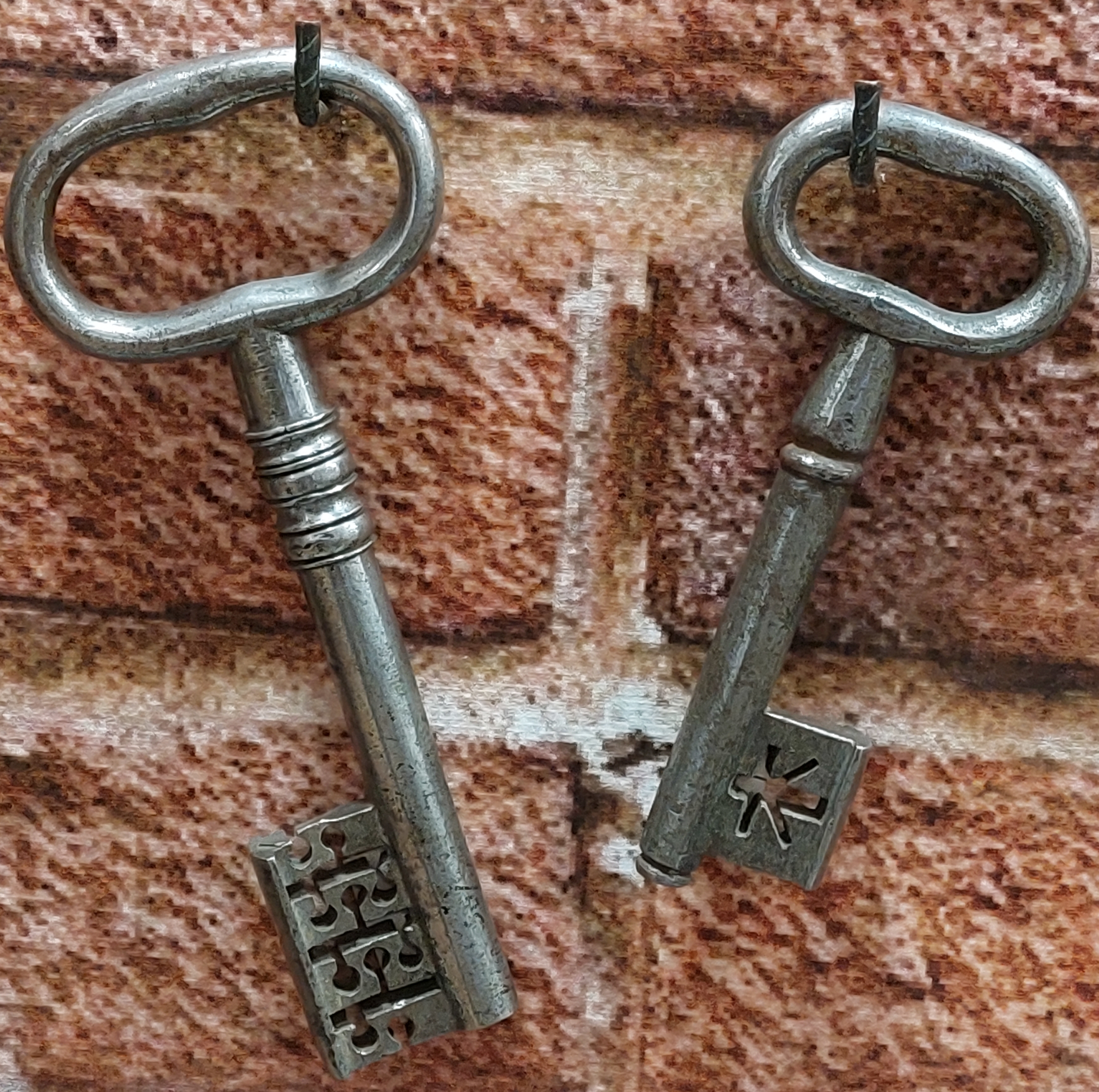
Ключи от камер Алексеевского равелина Петропавловской крепости

Название дано в честь отца Петра I Алексея Михайловича. Вопреки распространённому представлению, название не связано с заключением Алексея Петровича (который содержался в Трубецком бастионе).
В 1769 г. в равелине была сооружена деревянная тюрьма, которая в 1797 г. была заменена каменной тюрьмой на 20 камер — «Секретным домом». Среди заключённых равелина — декабристы, петрашевцы, народовольцы (до 1884; многие из последних умерли во время одиночного заточения в 1882—1884). По описанию декабриста Ивана Якушкина «Стены, после наводнения 1824 года, были покрыты пятнами; стекла были выкрашены в белый цвет, и внутри от них была вделана в окно крепкая решетка».
В 1884 году заключённые были переведены в Шлиссельбургскую крепость, после чего Алексеевский равелин уже не использовался как тюрьма.
В 1895 году тюрьма Алексеевского равелина была разрушена, и проток Невы, создавший остров, завален землёй.